# Іван Йорданов (футболіст)
Іван Орлінов Йорданов (болг. Иван Орлинов Йорданов, нар. 7 листопада 2000, Раковський, Болгарія) — болгарський футболіст, півзахисник клубу «Лудогорець» та національної збірної Болгарії.

## Ігрова кар'єра

### Клубна
Займатися футболом Іван Йорданов почав у своєму рідному місті Раковський. У 2017 році він приєднався до клубної академії «Лудогорця». У травні 2018 року футболіст почав виступи у другому складі команди. У грудні 2018 року Йорданов підписав з клубом перший професійний контракт.
13 липня 2019 року у матчі проти «Царско село» Йорданов дебютував в основному складі «Лудогорця». Перед сезоном 2021/22 Йорданов був повністю переведений до першої клубної команди. Другу половину сезону 2022/23 Йорданов грав на правах оренди в клубі «Спартак» (Варна). Після повернення до складу «Лудогорця» Йорданов вигравав з клубом титул чемпіона Болгарії та дебютував у матчах єврокубків.

### Збірна
У вересні 2022 року Іван Йорданов отримав перший виклик до національної збірної Болгарії на матчі Ліги націй. Першу гру в національній команді Йорданов провів 26 вересня, коли вийшов на заміну у матчі проти Північної Македонії.

## Титули
Лудогорець
 Чемпіон Болгарії (5): 2019/20, 2020/21, 2021/22, 2023/24, 2024/25
 Переможець Кубка Болгарії: (2): 2022/23, 2024/25
 Переможець Суперкубка (4): 2021, 2022, 2023, 2024